# 내부 에너지

분자의 병진운동

열역학에서, 계의 내부 에너지(Internal energy)는 계가 통째로 움직이면서 생기는 운동 에너지와 위치 에너지를 제외한 계의 모든 에너지이다. 계 내부의 상태가 변하면서 내부 에너지가 생기거나 줄어들 수 있다.
계의 내부 에너지는 물질이 계 밖으로 나가거나, 열을 받거나, 일을 함으로써 변할 수 있다. 물질이 계 밖으로 나가는 것은 물질이 통과할 수 없는 벽으로 막을 수 있는데, 이러한 벽으로 만들어진 계를 닫힌계라고 한다. 열역학 제1법칙은 내부 에너지의 증가량이 주위로부터 계에 가해진 열과 일의 합이라는 것을 설명한다. 만약 계의 벽이 물질과 에너지 모두를 통과시키지 않는다면, 이러한 계를 고립계라고 하며, 내부 에너지는 변할 수 없다. 열역학 제1법칙은 내부 에너지의 존재를 정의하는 것으로 볼 수 있다.
내부 에너지는 열역학 계의 중요한 상태 함수 가운데 하나이다.

## 소개
내부 에너지는 계의 상태로부터 직접적인 측정이 불가능하다. 내부 에너지는 주어진 계의 상태에 대한 일련의 열역학 작업과 열역학 과정을 통해 결정된다. 이러한 과정과 경로는 이론에서 계의 특정한 크기 상태 변수로 기술된다, 즉, 엔트로피는 S, 부피는 V, 계의 몰수는 {Nj}로 기술된다. 그리고 내부 에너지 U(S,V,{Nj})는 이것들의 함수이다. 간혹 여기에 전기 쌍극자 모멘트 같은 또다른 크기 상태 변수가 추가될 수 있다. 열역학적, 공학적인 관점에서 에너지 질량 에너지같은 본질적인 모든 에너지를 고려하는 것은 필수적이거나 필요하지 않은 경우가 많다. 관습적으로, 열역학적인 서술은 연구 과정에서 관련된 요소만을 포함한다. 열역학은 내부 에너지의 절대적인 양보다 변화에 초점을 둔다.
내부 에너지는 계의 상태함수이다. 왜냐하면 거쳐온 경로나 과정과 무관하게 현재 계의 상태에 따라서만 결정되기 때문이다. 이를 크기량이라고 한다. 내부 에너지는 유일하게 중요한 열역학 퍼텐셜이다. 르장드르 변환을 통해서 다른 열역학 퍼텐셜들은 수학적으로 만들어질 수 있다. 크기 변수를 르장드르 변환하여 만들어진 변수열들은 쌍대적으로, 세기 변수가 된다. 크기변수를 세기변수로 대체하면 열역학 퍼텐셜이 유도되지 않기 때문에 르장드르 변환은 필수적이다. 세기변수로의 교체는 상태 방정식에서 열역학 퍼텐셜을 결정할 수 없게 한다.
내부 에너지는 거시적인 양이지만, 두 이론적인 가상의 요소를 통해 미시적인 규모에서 설명할 수 있다. 하나는 미시적인 운동 에너지를 계를 이루고있는 입자의 운동(병진운동, 회전운동, 진동)으로 설명하는 것이다. 다른 하나는 퍼텐셜 에너지를 화학 결합같은 입자 사이의 미시적인 힘과 연관시키는 것이다. 이러한 관점은 물리학과 화학에서 일반적이다. 만약 열핵반응에서 내부 에너지를 정의한다면 퍼텐셜 에너지에 물질의 질량 결손 에너지도 포함된다.

## 설명과 정의
주어진 계의 내부 에너지 U는 기준이 되는 계가 몇 번의 열역학적 과정을 통해 주어진 계가 될 때, 열역학적 과정에서 발생된 에너지 변화를 모두 더하여 구하여 상대적으로 결정된다.
{\displaystyle \Delta U=\sum _{i}E_{i}\,}
여기에서 ΔU는 기준이 되는 계와 주어진 계의 내부 에너지의 차이이다.
또한 Ei는 계의 i번째 변화에서의 에너지 변화이다.

## 같이 보기
- 열량계
- 엔탈피
- 엑서지
- 열역학 방정식
- 열역학 퍼텐셜
- 기브스 자유 에너지
- 헬름홀츠 자유 에너지